# ستيغ هنريك هوف
ستيغ هنريك هوف (بالنرويجية: Stig Henrik Hoff)‏ (و. 1965 – م) هو ممثل من النرويج. وُلد في فادسو.

## روابط خارجية
- ستيغ هنريك هوف على موقع IMDb (الإنجليزية)
- ستيغ هنريك هوف على موقع ألو سيني (الفرنسية)
- ستيغ هنريك هوف على موقع ميوزك برينز (الإنجليزية)
- ستيغ هنريك هوف على موقع أول موفي (الإنجليزية)
- ستيغ هنريك هوف على موقع قاعدة بيانات الأفلام السويدية (السويدية)
- ستيغ هنريك هوف على موقع قاعدة بيانات الفيلم (الإنجليزية)
- ستيغ هنريك هوف على موقع كينوبويسك (الروسية)